# 凱德倫 (伊利諾伊州)
凱德倫（英語：Kedron）是位於美國伊利諾伊州加拉廷縣的一個非建制地區。該地的面積和人口皆未知。

## 地理
凱德倫的座標為37°39′56″N 88°20′29″W / 37.66556°N 88.34139°W，而該地的平均海拔高度為120米（即394英尺）。